# Factótum (novela)
Factótum (1975) es la segunda novela del escritor estadounidense Charles Bukowski. La trama sigue a Henry Chinaski, alter ego de Bukowski, que ha sido rechazado en la llamada a filas de la Segunda Guerra Mundial y hace su camino desde un trabajo de baja categoría a otro (por lo tanto, un factótum). Factotum fue adaptada en una película del mismo nombre protagonizada por Matt Dillon en 2005.

## Sinopsis
Factótum transcurre en 1944 y sigue la vida del perpetuamente desempleado y alcohólico Henry Chinaski, mientras vaga por las calles de mala muerte o los sectores de clase baja de Los Ángeles y otras ciudades, siempre en busca de un trabajo que no se interponga entre él y su primer amor: la escritura. Chinaski es rechazado sistemáticamente por la única editorial que respeta, pero él siente la necesidad de continuar intentando ser publicado gracias a tener la certeza propia de que puede escribir mejor ficción que los autores que suelen ser publicados allí.
Hank Chinaski vuelve a la casa de sus padres en Los Ángeles, y, tras reiterados altercados públicos comienza la búsqueda de un empleo recorriendo distintas ciudades de Estados Unidos. Luego de una aventura con la promiscua cazafortunas Laura, Henry comienza a tener relaciones con Jan, una habitué de los bares y espíritu afín que conoce mientras ahogaba sus penas en un tugurio. Luego de trabajar un breve período como un corredor de apuestas, Chinaski abandona a Jan, la única mujer con la que considera que es realmente capaz de relacionarse más allá de lo sexual. Henry cae una vez más cae en un estado taciturno y constantemente plagado de mal humor, embriaguez perpetua y desempleo.